# 利潤
利润（Profit）是一種經濟學概念，有兩種含義：  
- 經濟利潤（Economic Profit）：總所得（英语：Total revenue）和總成本（英语：Total cost）之間的差额，常用希腊字母“π”表示（注意，总成本包括机会成本）。
- 正常利潤（Normal Profit）：成本的組成部分，支付給企業家资本投资的報酬。

## 經濟學
虽然在有些分析中不十分明显，但是仍然需要注意的是，正常利潤包括机会成本。企業家利潤通常是正數，但正常利潤一詞則既可以是正數，也可以是負數（損失）。這就是包括機會成本的原因：完全競爭市場的情況下，當邊際成本等於邊際收益，利潤最大化或損失最小化的條件產生。若市場價格低於總平均成本，這意味正常利潤爲負，企業家便需要比較這損失和平均變動成本的數值。企業要繼續經營的話，負正常利潤必須不低於平均變動成本，否則企業家寧可關閉企業（shut-down），而不繼續承擔這損失。
經濟利潤在完全競爭市場和壟斷性競爭市場有著特別的用途，正數的利潤能夠吸引更多的企業進入該市場，增加競爭並將市場均衡價格推低，把一些缺乏競爭力的企業排除在市場以外，達到長期均衡；相反，負數的經濟利潤能將市場原有的部分企業淘汰，因爲供給減少的緣故，市場均衡價格會被推高，同樣地達到長期均衡。兩種情況所導致的結果，就是經濟利潤在各個廠商消失，廠商的總收入相等平均成本的最低點。
正數的經濟利潤有時候被形容為超額利潤。
企業活動帶來的社會利潤便是正常利潤相加或者相減這活動的外部經濟效果。企業可能賺取極大的貨幣利潤，但帶來的外部經濟效果往往令結果到負面，實質的社會利潤可能極少。例如工業革命時期，工廠的大規模生産帶來的是成本及售價低廉的產品，但爲了賺取最大的利潤，工廠主不斷壓低生産成本，造成工資低的童工以及工業廢物或污染物處理不當和其它一些社會負擔。

## 會計學
利润可細分為毛利、純利、稅前利潤等，用以財務分析，了解企業的表現。
毛利是銷售收入減去售貨的成本，毛利再加上額外的收入再減去其他費用（例如：輸出費用，薪金等等）便是除稅前純利，扣去稅項就是真正的純利。它們都會被顯示在購銷損益帳上，反映公司在某時期的營業額和相關的收入及支出。
以下為從銷售到純利的計算過程：
（或) = （或) - (顧客折扣 + 退回 + 折讓)
 = （或) - 營業成本（或）
 =  - 營業費用 
息稅前利潤 =  + （即營業外收入 - 營業外支出）
 = 息稅前利潤 - 利息支出 - 稅 =  - 稅 
即：
 =  - 營業成本  - 營業費用 +  - 利息支出 - 稅 
財務分析上，毛利或者純利可用作計算以下財務比率：
- 销售净利率

| 销售净利率＝ | 净利润   | × 100% |
| 销售净利率＝ | 销售收入 | × 100% |
- 销售毛利率

| 销售毛利率＝ | 销售收入－销售成本 | × 100% |
| 销售毛利率＝ | 销售收入           | × 100% |
- 资产净利率

| 资产净利率＝ | 净利润       | × 100% |
| 资产净利率＝ | 平均资产总额 | × 100% |
- 权益净利率或净资产收益率

| 权益净利率＝ | 净利润   | × 100% |
| 权益净利率＝ | 平均权益 | × 100% |
- 資本運用回報率（Return On Capital Employed）

| 資本運用回報率＝ | 稅前淨利 | × 100% |
| 資本運用回報率＝ | 資本總額 | × 100% |
- 標價率（英语：Markup (business)）（Mark-up Ratio）

| 標價率＝ | 销售收入－销售成本 | × 100% |
| 標價率＝ | 售貨成本           | × 100% |